# Qalaat al-Jandal
Qalaat al-Jandal (tiếng Ả Rập: قلعة الجندل) là một ngôi làng của Syria ở huyên Qatana của Tỉnh Rif Dimashq. Theo Cục Thống kê Trung ương Syria (CBS), Qalaat al-Jandal có dân số 3.251 trong cuộc điều tra dân số năm 2004. Cư dân của nó chủ yếu là Druze.